# 815콜라
콜라독립 815(815 Cola)는 코카콜라를 대한민국에서 라이선스로 만들어 오던 범양식품이 1998년 4월 1일에 출시한 탄산음료다.

## 개요

### 배경
대전 대덕구에 본사를 두고 있었던 범양식품은 본래 코카콜라의 충청권 및 대구경북 지역에서 코카콜라 컴퍼니로부터 원액을 받아 코카콜라를 라이선스 생산하던 보틀러였다. 그러다가 1997년 애틀랜타 본사에서 대한민국 보틀러인 두산음료, 호남식품, 우성식품을 인수하여 한국코카콜라보틀링이라는 대한민국 법인을 세우고 직판 체제에 나섰다. 그러나 범양식품은 터무니없는 인수 대가를 이유로 한국코카콜라보틀링의 합병에 참여하지 않았다. 이에 코카콜라 컴퍼니에서는 1995년에 범양식품과의 보틀러 계약을 해지했다.
1998년 4월 1일, 범양식품은 '콜라독립 815'라는 이름으로 대한민국산 콜라를 출시하였다. 당시 대한민국의 콜라 시장을 코카콜라, 펩시콜라 등 외국산 콜라가 독점하고 있는 상황이었으나 1999년 콜라 시장 점유율을 13.7%까지 끌어올렸다. 하지만 이에 위기 의식을 느낀 외국계 콜라 회사의 물량 공세로 점점 힘을 잃게 되었다. 거기에 맛보다는 지나치게 애국심에 호소했던 마케팅에도 한계를 드러냈으며, 탄산음료의 핵심인 탄산가스량을 고정시키지 못하고 계속 조절하는 바람에 오히려 소비자들만 이탈했다. 제품 판매를 담당했던 계열사에 부도가 나면서 범양식품도 2003년에 연쇄 부도를 내고 2004년에 파산하였다. 향후 후속 상품의 출시 계획을 포함한 10년 간의 영업 운영안까지 작성하여 회생을 꾀했지만 법원에서 받아들이지 않았고, 2005년 3월 30일에 범양식품의 법정관리 폐지가 결정되어 파산한 이후에는 완전히 사라졌다.
이 상품이 처음 나오던 해에는 대한민국에서 IMF 구제금융 체제가 시작되었으며, "콜라독립"과 같은 애국심을 불러일으키는 광고 문구를 썼다.

### 부활
2014년 6월 26일에 편의점 음료 제조업체인 프로엠은 생산이 중단됐던 콜라독립 815를 10년만에 다시 제조하기 시작했다. 유통업계에 따르면 웅진식품으로부터 상표권을 임대한 다음 탄산음료 제조가 가능한 대구경북능금농협과 OKF의 공장과 다음날 맥콜의 생산공장으로 알려진 일화도 참여를 통해 주문자 상표 부착 생산 방식(OEM)으로 제품을 생산하고 있다. 일단 생산되는 제품은 250mL 캔 제품 1종류이고 판매채널도 편의점 뿐이지만, 앞으로 제품 용량을 다양화하고 대형마트 등으로 판매망을 확대할 계획이다.

## 용량
- 250mL
- 500mL
- 1.5L

## 같이 보기
- 웅진식품
- 콜라
- 코카콜라
- 코카콜라 컴퍼니
- 펩시콜라
- 콤비콜라
- 맥콜